# Orange (shelaのシングル)
「orange」（オレンジ）は、shelaの4枚目のシングルの名称。2001年2月15日にavex traxよりリリース。

## 解説
カラー・コンセプト・マキシシングル 第4弾。
「feel」はフジテレビ系ドラマ『女子アナ。』主題歌、「Happiness」は日本テレビ系『2001年K-1JAPANシリーズ』イメージソング、「flower fallin'…」はテレビ東京系『Gパラダイス』エンディングテーマとしてそれぞれ起用された。
特典としてプレゼント応募券付きステッカーと、CD形のメッセージカードが封入されている。
shelaとしては、シングル・アルバムを通じて初のオリコントップ10入りを果たした。

## 収録曲
1. feel
作詞：ショーコ（speena）／作曲：カナコ（speena）／編曲：木村玲
2. Happiness
作詞：周防彰悟／作曲・編曲：MISAKI
3. flower fallin'…
作詞・作曲・編曲：T2ya
4. 君のいない場所はどこも嫌いだよ
作詞：shela／作曲：安田尊行／編曲：Haya10, 鈴木大輔
5. feel (Instrumenal)
6. Happiness (Instrumenal)
7. flower fallin'… (Instrumenal)
8. 君のいない場所はどこも嫌いだよ (Instrumenal)

## 参加ミュージシャン
feel
- 村山達哉：Strings Arrangement
- 木村玲：Programming
- 増崎孝司：Guitar
- 荻原メッケン基文：Bass
- 江口信夫：Drums
- 三沢またろう：Percussion

君のいない場所はどこも嫌いだよ
- Haya10：Programming
- 増崎孝司：Guitar
- 種子田健：Bass